# Khalid szaúdi király
Khalid ibn Abdul-Aziz Al Szaúd (arabul: خالد بن عبد العزيز آل سعود; 1913. február 13. – 1982. június 13.) Szaúd-Arábia királya 1975-től 1982-ig.

## Ifjúsága

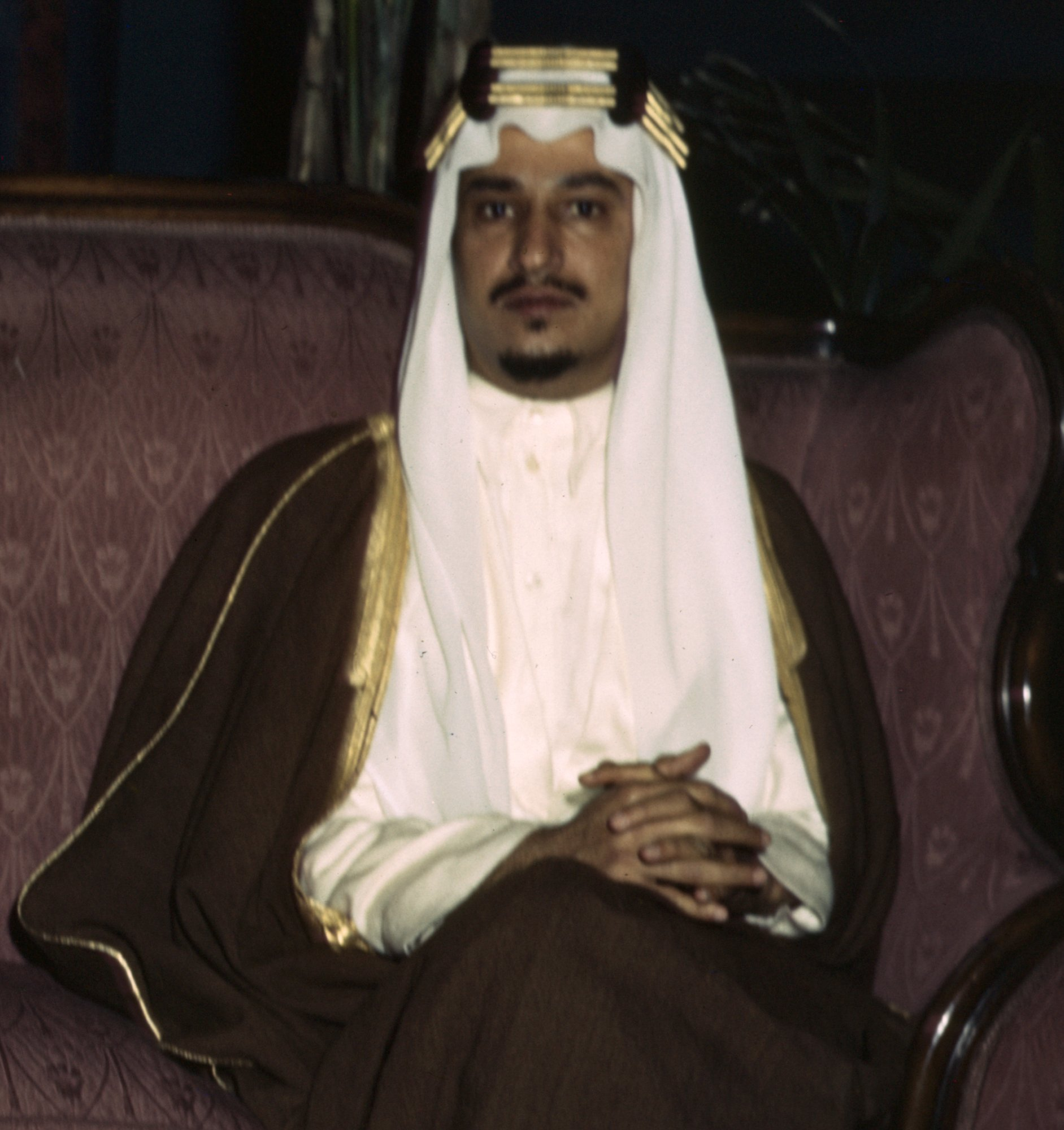
Khalid ibn Abdul-Aziz 1941-ben, 28 évesen

Khalid ibn Abdul-Aziz 1913. február 13-án született Rijádban Abdul-Aziz király ötödik fiaként. Apja már tizennégy évesen bevonta a kormányzati munkába: a sivatagi törzsekhez küldte, gondjaik meghallgatására. 
1932-ben a király Khalidot Hidzsáz alkirályává nevezte ki, Fejszál herceget váltva fel, aki külügyminiszter lett. Alkirályi megbízatása 1934-ig tartott. Ebben az évben Fejszál vezetése alatt harcolt a szaúdi–jemeni háborúban, majd a harcok után a szaúdi küldöttséget vezette a béketárgyaláson. 
Még ebben az évben belügyminiszteri kinevezést is kapott. 1939-ben Fejszál bátyja segédjeként részt vett a londoni St. James Konferencián, amelyen Palesztina jövőjét vitatták meg. A későbbiekben is gyakran elkísérte külföldi útjaira  a külügyminiszter Fejszált, 1943-ban washingtoni útjuk során Roosevelt elnökkel is találkozott.
1962-ben miniszterelnök-helyettessé nevezték ki, ami jobban tükrözte előkelő helyét az örökösödési sorrendben. Szaúd király és Fejszál herceg rivalizálása idején az utóbbit támogatta. 

## Trónörökösként
Miután Fejszál megbuktatta Szaúd királyt, 1965-ben Khalidot nevezte meg hivatalos trónörökösként, mivel a sorrendben előtte álló Muhammad herceg visszalépett. Ezzel együtt első miniszterelnök-helyettes is lett. Fő feladata a Miniszterek Tanácsának szervezeti és végrehajtói hatalmának felügyelete volt, ezenfelül Fejszál király nevében ő vezette Mekka tartományt is. Napi ügyekkel nem foglalkozott, leginkább a királyt helyettesítette az üléseken és ünnepségeken. 1971-es amerikai diplomáciai dokumentumok alapján jó viszonyban volt a törzsi vezetőkkel, a vallási tekintélyekkel és a Nemzeti Gárda vezetőjével, Abdullah herceggel is. 

## Uralkodása
1975. március 25-én Fejszál királyt egyik unokaöccse meggyilkolta, utódja pedig Khalid herceg lett. Az utódlást a királyi család tanácskozása már néhány órával a merénylet után megerősítette. Khalid a trónnal együtt a miniszterelnöki pozíciót is elfoglalhatta. 
Khalidot kevéssé érdekelte a politika – egyes pletykák szerint éppen ezért választották trónörökösnek, kompromisszumként a királyi család különböző csoportjai közötti vitában. Uralkodása idején is sokszor másokra hagyta a végső döntéshozást, bár néhány területen, az ország egészségügyének, infrastruktúrájának, oktatásának fejlesztésében aktívan közreműködött. Sokan csak afféle kirakatbábunak tekintették az ország élén, és gyenge egészsége miatt sem tudta volna az erős vezető szerepét eljátszani. 

### Belpolitika
Fejszál király szigorú pénzügyi politikája és az olajválság miatt drasztikusan megemelkedő olajáraknak köszönhetően Khalid pénzügyileg nagyon jó helyzetben levő országot örökölt, amely uralkodásának hét éve alatt hatalmas fejlődésen esett át és a világ egyik leggazdagabb országává vált. 1975-ben újabb ötéves tervet indítottak Szaúd-Arábia gazdaságának fejlesztésére. A király főleg a mezőgazdaság fejlesztésének szentelte idejét, de ekkor alakult meg a két iparváros, Jubail és Yanbu is. Az oktatásba is nagy összegeket fektettek, 1975 és 1980 között az iskolák száma megduplázódott és megalapították a Fejszál király Egyetemet. 
Trónra lépésekor a király Fahd herceget jelölte meg trónörökösként és miniszterelnök-helyettesként, másod-miniszterelnökhelyettesnek pedig Abdullah herceget nevezte ki. 
1979. november 20-án iszlám szélsőségesek elfoglalták a mekkai nagymecsetet, és egyik vezetőjük mahdi-ként, azaz megváltóként való elismerését követelték. Khalid az ulemához fordult, hogy engedélyezze a katonai erő használatát ellenük. A felkelők között többen korábban az uléma tagjainak egyetemi tanítványai voltak. Az ulema tétovázott, nem adott egyértelmű beleegyező választ, csak akkor, amikor az első támadások már másfél napja megindultak és véres kudarcba fulladtak. Mivel a király fivérei, Fahd és Abdullah hercegek külföldön tartózkodtak, a király két másik hercegre, kül- és belügyminiszterekre bízta a válság megoldását.  
Az ostrom két hétig tartott. Francia terrorelhárítók – teljes titokban tartott – segítségével sikerült leverni a lázadókat. Legalább 255 fanatikus, katona és túsz vesztette életét. Az incidens után a 63 életben maradt lázadót királyi rendeletre, tárgyalás nélkül, Szaúd-Arábia nagyvárosainak közterein nyilvánosan kivégezték.
A mecset elleni akcióval egyidejűleg, 1979 végén síiták szerveztek tiltakozó megmozdulásokat a Keleti Tartományban (ún. Katif-lázadások). Többeket bebörtönöztek közülük, csak a következő évben szabadultak. 
A szaúdi állam 1980-ban felvásárolta az állami olajcég, az Aramco valamennyi részvényét, 100%-os tulajdonrészt szerezve ezzel.

### Külpolitika

Khomeini ajatollah

Külpolitikailag Khalid sokkal kevésbé volt aktív mint elődje, Fejszál, annak ellenére, hogy uralkodása idején több fontos esemény történt az iszlám világban, mint például az iráni forradalom, Anvar Szadat meggyilkolása, vagy az afganisztáni szovjet beavatkozás. 
1975 áprilisában, alig néhány héttel beiktatása után, Khalid sikeresen megállapodott Abu Dhabival és Ománnal az Al Buraymi oázis hovatartozásáról, amely már régóta mérgezte az országok kapcsolatát. 
A szomszédos országokkal való hosszas szervezés eredményeképpen 1981-ben sikeresen létrehozták az Öböl-menti Együttműködési Tanácsot. 
Az iráni forradalom után Khalid gratulált Khomeini ajatollahnak, kifejezve reményét hogy az vallási szolidaritás közel hozza majd országaikat. Reménye azonban nem vált valóra, Szaúd-Arábia végül (nem hivatalosan) Irakot támogatta az 1980-ban kitört irak–iráni háborúban.  
Egy 1981-es londoni látogatásán Khalid király találkozott Margaret Thatcher miniszterelnökkel, és állítólag azt mondta neki, hogy nagyon szívesen beszélget vele a solymászatról, de az államügyeket illetően forduljon inkább Fahd herceghez.

## Halála
Khalidnak már trónörökös korában is voltak szívpanaszai, 1970-ben szívrohama volt, 1972-ben pedig az Egyesült Államokban szívműtéten esett át. 1978-ban újból megműtötték, de 1980-ban újból kisebb szívrohamot kapott, majd 1982. június 13-án egy újabb roham következtében életét vesztette. Sírja a rijádi Al Oud temetőben található.

## Családja és személyisége
Khalid ibn Abdul-Aziz négyszer házasodott, feleségeitől négy fia és hat lánya született.  Bár nem volt nagy államférfi, barátai és ismerősei kedves, vidám, megnyerő személyiségnek írták le. Kedvenc szórakozása a lovaglás és solymászat volt.

### Fordítás
- Ez a szócikk részben vagy egészben  a   Khalid of Saudi Arabia című angol Wikipédia-szócikk ezen változatának fordításán alapul.  Az eredeti cikk szerkesztőit annak laptörténete sorolja fel. Ez a jelzés csupán a megfogalmazás eredetét és a szerzői jogokat jelzi, nem szolgál a cikkben szereplő információk forrásmegjelöléseként.